# Moray Low
Pas d'image ? Cliquez ici

a Compétitions nationales et continentales officielles uniquement.

b Matchs officiels uniquement.
Dernière mise à jour le 11 mai 2020.
Moray Low, né le 28 novembre 1984 à Torphins, est un joueur de rugby à XV international écossais évoluant au poste de pilier. Il joue actuellement avec les Exeter Chiefs dans l'Aviva Premiership.

## Carrière

### En club
Né à Torphins, il fait ses débuts au rugby à Lossiemouth High School. Il joue dans les équipes juniors de Moray RFC, Aboyne RFC et Highland RFC avant de s'engager avec les Glasgow Warriors en 2006. Depuis, il a participé à douze matchs de coupe d'Europe de rugby entre 2006 et 2009. 
- 2006-2014 : Glasgow Warriors
- Depuis 2014 : Exeter Chiefs

### En équipe nationale
Il connaît sa première cape le 14 février 2009 contre l'équipe de France.
- 36 sélections (16 fois titulaire, 20 fois remplaçant)
- sélections par année : 5 en 2009, 5 en 2010, 5 en 2011, 8 en 2013, 6 en 2014, 7 en 2016
- Tournois des Six Nations disputés : 2009, 2013, 2014, 2016

## Palmarès
- Vainqueur de la Premiership en 2017
  - Finaliste en 2016